# 이윤후
이윤후(2000년 2월 16일 ~ )는 대한민국의 배우이다.

## 출연작

### TV 드라마
- KBS 《추노》
- MBC 《개인의 취향》
- KBS 《제빵왕 김탁구》
- KBS 《포세이돈》
- KBS 《대왕의 꿈》

### CF 광고
- 《우공비》